# Princie
Princie ist ein 34,65-karätiger Diamant im Kissenschliff in der Farbe Fancy Intense Pink. Er wurde vor 300 Jahren in den indischen Golkonda-Minen gefunden und am 16. April 2013 bei Christie’s für den Preis von 39,3 Millionen US-Dollar versteigert. Nach Angaben des Auktionshauses handelt es sich bei Princie um den drittgrößten pinkfarbenen Fancy Diamond der Welt.

## Physikalische Eigenschaften
Untersuchungen des GIA (Gemological Institute of America) ergaben, dass Princie zur Kategorie der Diamanten von Typ IIa zählt. Diese Edelsteine zeichnen sich durch ihre hohe Reinheit aus. Sein rosa Farbton wurde als hochwertiges Fancy Intense Pink klassifiziert. Princie ist der derzeit größte Diamant in dieser Farbe, der aus den Golconda-Minen stammt und vom GIA zertifiziert wurde. Sein Reinheitsgrad lautet VS2.
Ein besonderes Charakteristikum des Diamanten ist seine unter Einwirkung von UV-Strahlung zu beobachtende helle orangerote Fluoreszenz. Laut GIA ist dieser optische Effekt ein typisches Merkmal von Diamanten indischer Herkunft. Von den mehr als 7 Millionen Diamanten, die vom GIA klassifiziert wurden, ist dieses Phänomen bislang bei nur 40 beobachtet worden. Princie ist der größte pinkfarbene Diamant mit dieser Fluoreszenz.

## Geschichte
Princie wurde vor 300 Jahren in den Golkonda-Minen entdeckt. Lange bevor er unter seinem heutigen Namen bekannt wurde, befand er sich im Besitz der königlichen Familie (der Nizams) von Hyderabad. Im Jahr 1960 wurde er von dem derzeitigen Nizam bei Sotheby’s zur Versteigerung freigegeben und für einen Preis von 46.000 britischen Pfund vom Juwelier Van Cleef & Arpels erworben. Seinen Namen erhielt der Diamant von Pierre Arpels, der ihn zu Ehren des damals 14-jährigen Sayajirao Gaekwad (1945–1985), dem Prinzen von Baroda, nach dessen Spitznamen als „Princie“ benannte. Seit 1960 konnte man den Edelstein nicht mehr in der Öffentlichkeit sehen.

## Versteigerung im Jahr 2013
Princie wurde am Dienstag, den 16. April 2013 von Christie’s in New York für den Spitzenpreis von 39,3 Millionen US-Dollar an einen anonymen Telefonbieter versteigert. Damit wurde ein Rekord für den teuersten Diamanten aus den Golkonda-Minen, der jemals bei einer Auktion versteigert wurde, aufgestellt. Außerdem war es der höchste Preis, der jemals für einen Edelstein oder ein Schmuckstück bei Christie’s gezahlt wurde.